# Ardath Mayhar
Ardath Frances Hurst Mayhar (* 20. Februar 1930 in Timpson, Texas; † 1. Februar 2012 in Nacogdoches, Texas) war eine US-amerikanische Schriftstellerin, die 1973 anfing Science-Fiction-Geschichten zu schreiben. Sie publizierte auch unter den Pseudonymen Frank Cannon, John Killdeer und Ardath P. Mayhar. 2008 wurde sie von der SFWA als Author Emeritus geehrt.

## Werk (Auswahl)
- Khi to Freedom, 1983
- Exile on Vlahil, 1984
- The Saga of Grittel Sundotha, 1985
- The World Ends in Hickory Hollow, 1985
- Towers of the Earth, 1985
- Makra Choria, 1987
- The Wall, 1987
- Island in the Lake, 1988
- Two Moons and the Black Tower, 1988
- A Place of Silver Silence, 1988
- Hunters of the Plains, 1995
- Witchfire, 2007 (mit Ron Fortier)
- The Tulpa, 2009
- A Planet Called Heaven, 2009

### Battletech
- Battletech 04 Das Schwert und der Dolch. Heyne 1990, ISBN 3-453-04271-9, The Sword and the Dagger 1987.